# 2010년 동계 올림픽 루지 2인승
2010년 동계 올림픽의 루지 2인승은 휘슬러 슬라이딩 센터에서 2010년 2월 17일에 열렸다.

## 기록
국제 올림픽 위원회에서 봅슬레이 기록을 올림픽 기록으로 인정하지 않기 때문에 국제 루지 연맹은 각 경기에서의 출발과 경기 결과 기록을 루지 기록으로 유지하고 있다.
출발과 경기 결과 기록은 2010년 동계 올림픽 시범 경기를 했던 2009년 2월 20일에 나왔다.
| 종류      | 날짜            | 국적                               | 기록   |
| --------- | --------------- | ---------------------------------- | ------ |
| 출발      | 2009년 2월 20일 | 독일 토비아스 벤들 토비아스 아를트 | 7.054  |
| 경기 결과 | 2009년 2월 20일 | 독일 패트릭 라이트너 알렉산더 레슈 | 48.608 |

## 경기
1차와 2차 경기는 PST 기준으로 2월 17일 17:00, 18:00에 시작했다.
링거 형제는 1차와 2차 모두에서 가장 빠른 기록을 세워서 지난 대회에 이어서 연속으로 이 종목에서 올림픽 금메달을 따냈으며 이 기록은 동독의 한스 린과 노베르트 한이 파트너가 되어서 출전한 1976년, 1980년 대회에서 두 개의 금메달을 이 종목에서 딴 이후 처음이다.
 또한 이것은 오스트리아의 공동 기수가 금메달을 처음 딴 것이기도 하다. 시크스 형제는 라트비아의 이번 대회 첫 메달을 안겨주었다. 2002년에 금메달을 땄던 라이트너와 레슈는 동메달을 땄다. 루지 월드컵 우승자였던 플로르쉬츠와 부스트리히는 5위를 했으며 선수권 대회 우승자인 프랑켄슈타이너와 하젤리더는 9위를 했다.
1차 시기 때 오스트리아의 쉬글 팀은 너무 높이 날아서 16번 커브에서 충돌했으나 무사했다. 토비아스는 사촌이 빙벽의 반대편에 부딪치게 하려고 오버스티어를 바로잡으려고 했으며 이로 인해 잠깐동안 두 사람이 모두 공중에 뜨게했다. 다행스럽게도 두 사람은 다치지 않았다.

## 결과
| 순위 | 번호 | 이름                                        | 국가       | 1차          | 2차          | 합계     | 차이   |
| ---- | ---- | ------------------------------------------- | ---------- | ------------ | ------------ | -------- | ------ |
| 1    | 11   | 안드레아스 링거 볼프강 링거                 | 오스트리아 | 8.217 41.332 | 8.191 41.373 | 1:22.705 | 0.000  |
| 2    | 7    | 안드리스 시크스 유리스 시크스               | 라트비아   | 8.256 41.420 | 8.251 41.549 | 1:22.969 | +0.264 |
| 3    | 6    | 파트릭 라이트너 알렉산더 레슈               | 독일       | 8.315 41.566 | 8.261 41.474 | 1:23.040 | +0.335 |
| 4    | 2    | 크리스티안 오베르스톨츠 파트릭 그루버       | 이탈리아   | 8.244 41.527 | 8.261 41.585 | 1:23.112 | +0.407 |
| 5    | 4    | 안드레 플로르쉬츠 토르스텐 부스트리히       | 독일       | 8.276 41.545 | 8.345 41.645 | 1:23.190 | +0.485 |
| 6    | 3    | 댄 조이 크리스찬 니쿰                       | 미국       | 8.359 41.602 | 8.408 41.689 | 1:23.291 | +0.586 |
| 7    | 1    | 크리스 모팻 마이크 모팻                     | 캐나다     | 8.363 41.675 | 8.319 41.723 | 1:23.398 | +0.693 |
| 8    | 5    | 토비아스 시겔 마르쿠스 시겔                 | 오스트리아 | 8.275 41.727 | 8.293 41.801 | 1:23.528 | +0.823 |
| 9    | 8    | 오스왈드 하젤리더 게르하르트 크랑켄슈타이너 | 이탈리아   | 8.419 41.789 | 8.374 41.860 | 1:23.649 | +0.944 |
| 10   | 10   | 블라디미르 마크누틴 블라디슬라프 유자코프   | 러시아     | 8.395 41.798 | 8.422 41.948 | 1:23.746 | +1.041 |
| 11   | 15   | 얀 하르니스 브라니슬라스 레게츠             | 슬로바키아 | 8.422 42.018 | 8.411 41.924 | 1:23.942 | +1.237 |
| 12   | 19   | 오스카르스 구드라모비치스 페테리스 칼닌스   | 라트비아   | 8.385 41.982 | 8.496 42.013 | 1:23.995 | +1.290 |
| 13   | 9    | 마크 그리멧 브라이언 마틴                   | 미국       | 8.448 41.821 | 8.571 42.184 | 1:24.005 | +1.300 |
| 14   | 12   | 미카일 쿠즈미치 스타니슬라프 미히예프       | 러시아     | 8.488 42.174 | 8.453 41.981 | 1:24.155 | +1.450 |
| 15   | 18   | 저스틴 스니스 트리스턴 워커                 | 캐나다     | 8.522 42.100 | 8.531 42.120 | 1:24.220 | +1.515 |
| 16   | 13   | 안드리 키스 유리 하이두크                   | 우크라이나 | 8.415 42.219 | 8.437 42.136 | 1:24.355 | +1.650 |
| 17   | 14   | 코스민 케트로이우 이오누트 타란             | 루마니아   | 8.506 42.360 | 8.471 42.271 | 1:24.631 | +1.926 |
| 18   | 17   | 루보시 이라 마테이 크비찰라                 | 체코       | 8.470 42.204 | 8.592 42.459 | 1:24.663 | +1.958 |
| 19   | 20   | 타라스 센키우 로만 자하르키우               | 우크라이나 | 8.721 42.767 | 8.639 42.595 | 1:25.362 | +2.657 |
| 20   | 16   | 파울 이프림 안드레이 안겔                   | 루마니아   | 8.575 43.007 | 8.493 42.466 | 1:25.473 | +2.768 |

## 범례
|  | 세계 신기록                  |  |                   | 아프리카 신기록 |                      | Q | 예선 통과 |
|  | 올림픽 신기록                |  | 북아메리카 신기록 | DNS             | 경기를 시작하지 않음 |   |           |
|  |                              |  | 아시아 신기록     | DNF             | 경기를 마치지 않음   |   |           |
|  | 국가 신기록                  |  | 유럽 신기록       | DSQ             | 실격                 |   |           |
|  | 개인 최고 기록 (개인 신기록) |  | 오세아니아 신기록 | WD              | 기권                 |   |           |
|  | 시즌 최고 기록 (시즌 신기록) |  | 남아메리카 신기록 | NM              | 기록 없음            |   |           |